# Миасский говор
Миасский говор — один из говоров восточного диалекта башкирского языка.

## Ареал
По занимаемой территории миасский говор является одним из крупных говоров восточного диалекта башкирского языка. Он охватывает населённые пункты бассейна реки Миасса расположенные в Аргаяшском и Чебаркульском районах Челябинской области, а также ряд населённых пунктов Учалинского (северная и южная часть), Абзелиловского и Белорецкого районов Республики Башкортостан.
Населённые пункты: Суюндуково, Сулейманово, Ильчигулова, Ихсанова, Нуралино, Шарипово, Азнашево, Абсалямова, Абзакова, Муйнакова, Татлембетово, Тулякова, Бурангулова, Байсакалова, Кучукова, Ср. Тюльмень, Кузъелга, Карагужино, Татлы, Казаккулова, Кубагушево, Сатра, Азикеево, Батталово, Аслаево, Рахметово, Нижнесерменево, Азнагулово, Абзаново, Уткалево, Еникеево, Муракаево, Большегабдиново, Новобалапаново, Баимова, Старобалапаново, Биккулова, Яраткулова, Ялтырова, Казырова, Кулуево, Давлетбаево, Салямово, Байгазина, Ташауыл, Алишево, Туктубаево, Шигаево, Кузгун-Ахмерово и другие.
Носителями говора являются представители частей следующих башкирских родов: табын, катай, кувакан, тамьян, кубалек, телеу, айле.
В говоре наблюдаются общие черты с кызыльским и среднеуральским говорами башкирского языка. По мнению Н. Х. Максютовой, в системе диалектов башкирского языка миасский говор является одним из самых смешанных.

## Фонетические особенности
К особенностям фонетики говора относятся чередования широких и узких (а-ы, ә-э/е) или, наоборот, узких и широких (ы-а, э/е-ә), губных (о-у, у-о, ө-ү, ү-ө) гласных, нарушение гармонии гласных по линии а, ы, ә, э(е), о, ө, чередования согласных д-т дәгәрмәс-лит. тәгәрмәс(колесо); дән-лит. тән(тело)., ж-й жәй-лит. йәй(лето); жыйын-лит.йыйын(собрание).

## Метамеза
В миасском говоре количество метатезированных слов небольшое. Наблюдаются метамезы по смежности, дистантности и между компонентами сложных образований.

### Метамеза по смежности
кҫ-ҫк: үләҫкә «мертвечина» — үләкһә, үләкҫә;
ср-рс: керсеткән «крапива» — кесерткән;
лд-рл: түшерелдек «нагрудник» — түшелдерек;
ре-ер: тәңер «Бог» — тәңре.

### Метамеза по дистантности
м-т: торомтоғ «намордник» — моронтоҡ;
уһ-һ(а)у: айһауыҙ «слишком» — айауһыҙ;
л-ү: сеүәлсән «дождевой червь» — селәүсән;
ме-ем: килемшәк «пришелец» — килмешәк;
ңғ-ң: ҡыҙуңҡ «жук» — ҡуңғыҙ.